# Melchor Sánchez de Toca Alameda

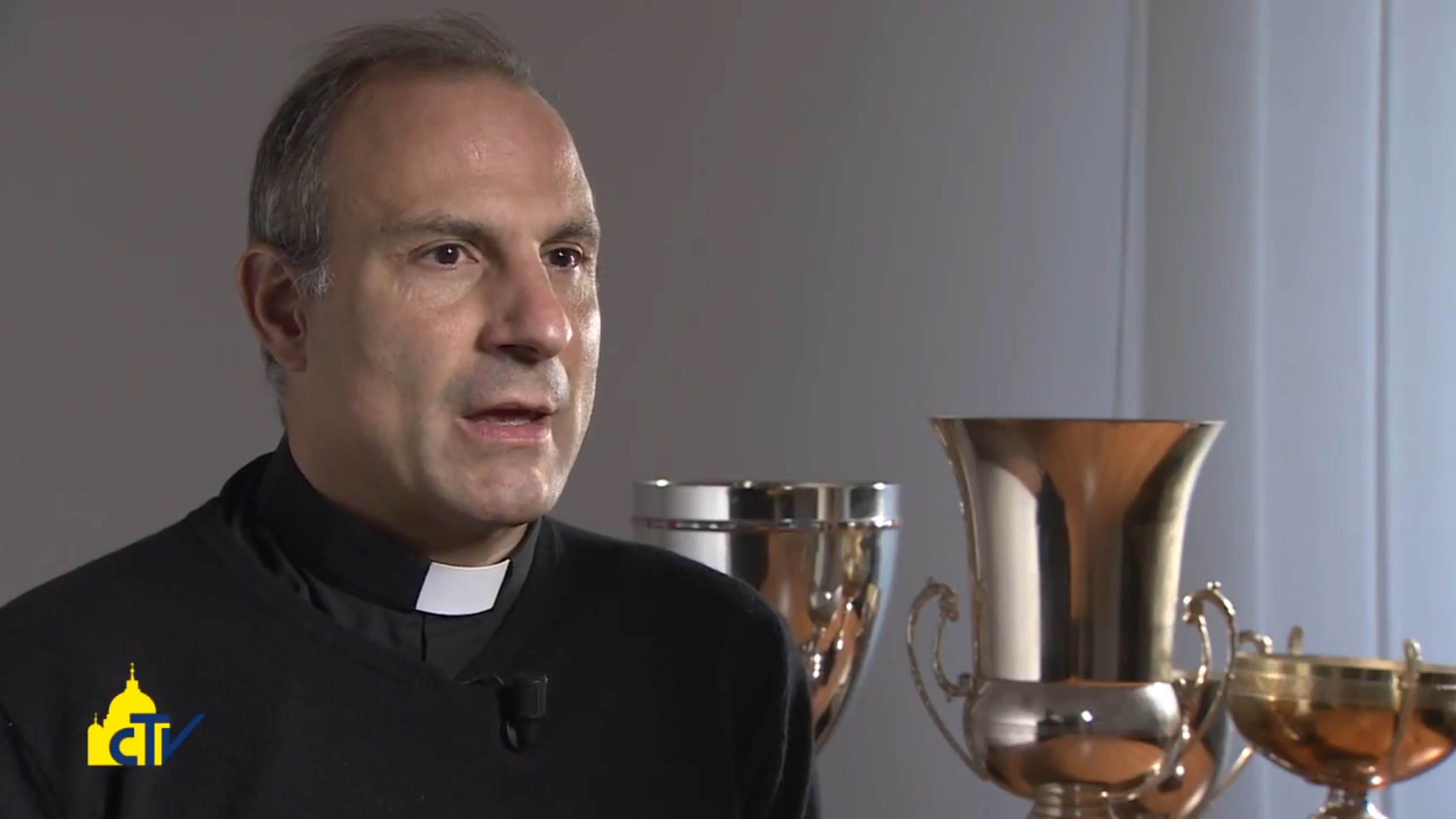
Melchor Sánchez de Toca Alameda

Melchor Sánchez de Toca y Alameda (Jaca, 15 de septiembre de 1966), sacerdote español, es relator del Dicasterio de las Causas de los Santos.
Estudió filosofía en la Facultad de Filosofía de la Universidad Complutense de Madrid, donde se graduó en 1989. 
Posteriormente hizo estudios de teología en el Estudio Teológico "San Ildefonso",  de Toledo, y en la Pontificia Universidad Gregoriana de Roma, donde obtuvo la licenciatura en teología bíblica en 1996 y el doctorado en 2006. 
En 1998 comienza a prestar servicio en la Santa Sede en el Consejo Pontificio de la Cultura, primero como encargado del diálogo ciencia-fe y desde 2004 como subsecretario del Consejo. 
Es autor de diversos artículos y obras relativos al diálogo entre la cultura y la fe, con especial referencia a las ciencias naturales. Ha escrito también acerca de Galileo Galilei y la Iglesia católica.
Tras la entrada en vigor de la constitución apostólica Praedicate evangelium el 5 de junio de 2022 pasó a ser subsecretario del Dicasterio para la Cultura y la Educación.
El 2 de mayo de 2023 fue nombrado relator del Dicasterio de las Causas de los Santos.

## Obras
- Mariano Artigas y Melchor Sánchez de Toca (2008). Galileo y el Vaticano. Historia de la Comisión Pontificia de Estudio del Caso Galileo (1981-1992). Biblioteca de Autores Cristianos. ISBN 978-84-7914-919-2.[2][3]
- Melchor Sánchez de Toca Alameda (1999). Tomás Morales, Apóstol de la Juventud. Encuentro. ISBN 9788474905175.